# Halos (Delfos)
Halos (en griego antiguo: Ἅλως, romanizado: Halōs, ‘bandera del árbol’) era un espacio abierto utilizado para rituales a lo largo de la Vía Sagrada en Delfos en Grecia Central.
Halos se encontraba al sur del Templo de Apolo en Delfos, cerca del lugar donde se dice que Apolo mató a la Pitón, el dragón que guardaba el manantial, y luego tuvo que partir hacia Hiperbórea para expiar el asesinato. En la mitología, este acto simboliza la transición del culto de los dioses ctónicos al culto de Apolo, dios de la luz y las artes.

## Historia
Durante el periodo histórico, especialmente durante el período helenístico, se celebraban diversos rituales culturales en la pequeña plaza circular del lugar. Plutarco cuenta que durante la purificación ritual del lugar, un niño, cuyos padres se suponía que estaban vivos, prendió fuego a una estructura de madera que simbolizaba la morada de Pitón, y luego emprendió un viaje simbólico de purificación, originalmente al paso de Tempe.

## Descripción
El límite septentrional de Halos era la llamada Muralla poligonal, el muro de contención meridional del templo de Apolo. Alrededor de Halos se erigieron con el tiempo varios edificios y monumentos votivos. Entre ellos se encuentran la Estoa de los atenienses, construida en el lado norte de la plaza, frente al muro poligonal. En 1939 se descubrió un cenotafio votivo en el emplazamiento de Halos. Las ofrendas votivas en cuestión habían sido rotos en el pasado y, dado que su reutilización estaba prohibida por la costumbre, habían sido enterrados en el suelo. Entre los hallazgos más significativos se encuentran las estatuas de oro y marfil de Apolo y Artemisa y un toro de plata. Actualmente se encuentran en el Museo Arqueológico de Delfos.
Entre los hallazgos , destaca la estatua del rey de Pérgamo Atalo II Filadelfo (159-138 a. C.), erigida en época helenística y que conserva su pedestal del rey de Pérgamo Atalo II Filadelfo (159-138 a. C.), dedicada por la ciudad de Delfos. Al noreste, el Halos está delimitado por la muralla poligonal, construida tras la destrucción del templo de Apolo en 548 a. C., con el fin de sostener el terreno para la erección del nuevo templo que se iba a construir bajo los auspicios de las Alcmeónidas. Al norte de los Halos se alzaba el Pórtico de los Atenienses, también adosado al muro poligonal. En 1939, en el transcurso de unas obras de reparación a lo largo de la Vía Sagrada, se descubrió un depósito frente a la Halos, en el que se halló un gran número de exvotos y otros objetos litúrgicos. Estos exvotos habían sido destruidos en una fase anterior, por incendio u otras causas, y, según la práctica de la época, fueron enterrados porque estaba prohibido reciclarlos o venderlos.